# Coëtlogon
Coëtlogon (bret. Koedlogon) – miejscowość i gmina we Francji, w regionie Bretania, w departamencie Côtes-d’Armor.
Według danych na rok 1990 gminę zamieszkiwało 261 osób, a gęstość zaludnienia wynosiła 16 osób/km² (wśród 1269 gmin Bretanii Coëtlogon plasuje się na 966. miejscu pod względem liczby ludności, natomiast pod względem powierzchni na miejscu 618).